# Ormetica albimaculifera
Ormetica albimaculifera är en fjärilsart som beskrevs av George Francis Hampson 1901. Ormetica albimaculifera ingår i släktet Ormetica och familjen björnspinnare. Inga underarter finns listade i Catalogue of Life.